# Sidarta Gautama
Sidarta Gautama ou Sidarta Gáutama (em sânscrito, सिद्धार्थ गौतम, transliteração IAST Siddhārtha Gautama; em páli, Siddhāttha Gotama), também conhecido como Śākyamuni, Shakyamuni e Sakyamuni ("sábio do clã dos Shakyas"), popular e comumente chamado apenas de Buda ou Buddha (Sct: बुद्ध, Buddha; lit. O Desperto), foi um príncipe de uma região no sul do atual Nepal que, tendo renunciado ao trono, se dedicou à busca da erradicação das causas do sofrimento humano e de todos os seres, e desta forma encontrou um caminho até ao "despertar" ou "iluminação", após o que se tornou mestre ou professor espiritual, fundando o budismo.
Na maioria das tradições budistas, é considerado como o "Supremo Buda" (Sammāsambuddha) de nossa era, Buda significando "o desperto". A época de seu nascimento e a de sua morte são incertas: na sua maioria, os primeiros historiadores do século XX datavam seu tempo de vida por volta de 563 a.C. a 483 a.C.; mas recentemente, contudo, num simpósio especializado nesta questão, a maioria dos estudiosos apresentou opiniões definitivas de datas dentro do intervalo de 20 anos antes ou depois de 400 a.C. para a morte do Buda, com outros apoiando datas mais tardias ou mais recentes.
Gautama é a figura-chave do budismo: os budistas creem que os acontecimentos de sua vida, bem como seus discursos e aconselhamentos monásticos, foram preservados depois de sua morte e repassados para outros povos pelos seus seguidores. Uma variedade de ensinamentos atribuídos a Gautama foram repassados através da tradição oral e, então, escritos cerca de 400 anos após a sua morte. Muitos estudiosos ocidentais aceitam a biografia do Buda apresentada pelas escrituras budistas como verdadeira. Há divergências, porém, como aponta Lopes: "acadêmicos são cada vez mais relutantes em clamar como aptos os fatos históricos dos ensinamentos e da vida do Buda".

## Biografias tradicionais
As fontes primárias de informações sobre a vida de Sidarta Gautama são os textos budistas. Estes são compostos por uma grande variação de biografias tradicionais, nas quais estão incluídos o Buddhacarita, Lalitavistara Sūtra, Mahāvastu e o Nidānakathā. Destes, o Buddhacarita é a biografia completa mais antiga, sendo um poema épico escrito pelo poeta Aśvaghoṣa que data de por volta do começo do século II a.C. O Lalitavistara Sūtra é a segunda biografia mais antiga e a biografia Mahāyāna/Sarvāstivāda data do século III. O Mahāvastu, extraído do Mahāsāṃghika Lokottaravāda, é outra grande fonte de biografia, tendo sido composto e incrementado desde o século IV a.C. Por último, temos o Nidānakathā, da escola Teravada do Sri Lanca, composto no século V a.C. por Budagosa.
Das fontes canônicas, o Jātaka, o Mahāpadāna Sutta (DN 14) e o Acchariyaabbhuta Sutta (MN 123) incluem registros seletivos que, apesar de serem antigos, não são biografias completas. Os contos de Jātaka registram as vidas prévias de Gautama como um bodhisattva. A primeira dessas coleções pode ser datada entre os textos mais antigos do budismo. O Mahāpadāna Sutta e o Acchariyaabbhuta Sutta contam eventos miraculosos que ocorreram durante o nascimento de Gautama, como a descida do bodhisattva de Tuṣita dos céus para o útero de sua mãe.
Os antigos indianos, geralmente, não se preocupavam com cronologias, se focando mais nos aspectos filosóficos. Os textos budistas refletem esta tendência, oferecendo uma concepção mais clara sobre o que Gautama poderia ter ensinado do que as datas dos eventos em sua vida. Estes textos contêm descrições da cultura e do modo de vida da Índia Antiga, corroborados pelas escrituras Jainistas e fazendo, do tempo de Buda, o período mais antigo na Índia Antiga do qual significantes registros existiram.

### Concepção e nascimento

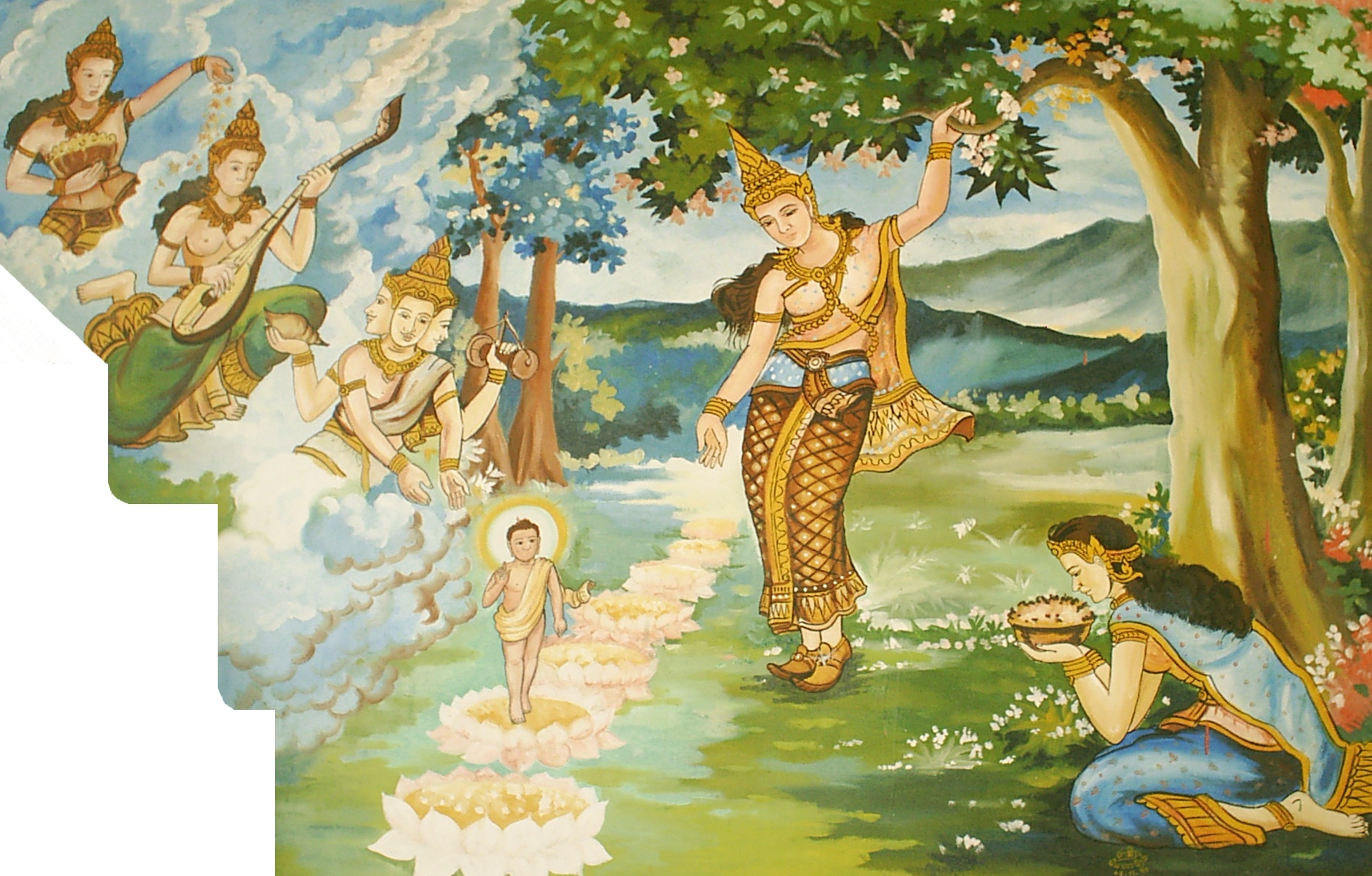
Nascimento de Buda em Lumbini, retratada na parede de um templo no Laos

Sidarta nasceu em Lumbinī, no atual Nepal, e foi criado no pequeno reino ou principado de Kapilavastu, território atualmente dividido entre Nepal e Índia. Na época do nascimento de Buda, a área estava na fronteira ou além da civilização védica, a cultura dominante no norte da Índia naquele tempo. É mesmo possível que a sua língua materna não fosse uma língua indo-ariana. Os textos antigos sugerem que Gautama não estava familiarizado com os ensinamentos religiosos dominantes do seu tempo até que partisse em sua busca religiosa, que foi motivada por uma preocupação existencial com a condição humana. Naquele tempo, uma multidão de pequenas cidades-estado existiam na Índia Antiga, chamadas Janapadas. Repúblicas e chefias com poder político difuso e limitada estratificação social não eram raros e eram chamados de gana-sangas. A comunidade de Buda não parece ter tido um sistema de castas. Não era uma monarquia e parece ter sido estruturado ou como uma oligarquia ou como uma forma de república. A forma mais igualitária de governo das gana-sangas, como uma alternativa política aos reinos fortemente hierarquizados, pode ter influenciado o desenvolvimento de shramanas (monges errantes) jainistas e sanghas budistas, enquanto que as monarquias tendiam para o bramanismo védico.
Segundo a biografia tradicional, o pai de Buda foi o rei Suddhodana, líder do clã Shakya, cuja capital era Kapilavastu (Capilvasto), e que foi posteriormente anexado pelo crescente reino de Côssala durante a vida de Buda. Gautama era o nome de família. Sua mãe, rainha Maha Maya (Māyādevī) e esposa de Suddhodana, era uma princesa Koliyan. Como era a tradição shakya, quando sua mãe, a rainha Maya, ficou grávida, ela deixou Kapilvastu e foi para o reino de seu pai para dar à luz. No entanto, ela deu à luz no caminho, em Lumbini, em um jardim debaixo de uma árvore de Shorea robusta. Na noite que Sidarta foi concebido, segundo biografias tradicionais, a rainha Maya sonhou que um elefante branco com seis presas brancas entrou em seu lado direito, e, dez meses mais tarde, Sidarta nasceu. "Siddhartha" (em Pāli: Siddhattha) quer dizer "aquele que atinge seus objetivos". "Gautama" significa "condutor de gado" (gau, gado + tama, condutor). Outro registro relatado nas biografias tradicionais é a de que, durante as celebrações de seu nascimento, o eremita Asita, retornando de uma viagem às montanhas, anunciou que a criança iria se tornar ou um grande rei chakravartin ou um homem santo.
O dia do nascimento de Buda é celebrado mundialmente, principalmente nos países de tradição teravada, e conhecido como Vesak.

### Juventude e casamento
Sidarta foi educado pela irmã mais nova de sua mãe, Mahapajapati Gotami. Por tradição, ele deveria ter sido destinado por nascimento para a vida de um príncipe, e tinha três palácios (por ocupação sazonal) construídos para ele. O seu pai, Śuddhodana, desejando para o seu filho o destino de ser um grande rei e preocupado com extravio do filho desse caminho, segundo relatos biográficos, tentou proteger o filho dos ensinamentos religiosos e do conhecimento do sofrimento humano.
Quando chegou a idade de 16 anos, seu pai arranjou-lhe um casamento com uma prima da mesma idade chamada Yashodhara (Pāli: Yasodhara). Segundo o relato tradicional, ela deu à luz um filho, chamado Rahula. Sidarta teria passado então 29 anos de sua vida como um príncipe em Kapilavastu. Embora seu pai garantisse que Sidarta fosse fornecido com tudo o que ele poderia querer ou precisar, escrituras budistas dizem que o futuro Buda sentiu que a riqueza material não era o objetivo final da vida.

### Partida e vida ascética
Com a idade de 29 anos, de acordo com as biografias populares, Sidarta saiu de seu palácio para encarar suas inquietações. Apesar dos esforços de seu pai para escondê-lo dos doentes, moribundos e do sofrimento presentes no mundo, Sidarta teria visto um homem velho. Quando um cocheiro do reino, seu amigo, Chandaka explicou para ele que todas as pessoas envelheciam, o príncipe partiu para viagens para mais além do palácio. Nesses encontros, avistou um homem doente, um corpo em decomposição e um asceta. Estas visões o deprimiram e marcaram profundamente e lhe deram motivos para buscar uma  superação da doença, da velhice e da morte através do ascetismo.
Acompanhado por Chandaka e por seu cavalo Kanthaka, Gautama deixou seu palácio para levar a vida de um mendicante. Diz-se que os "cascos do cavalo eram abafados pelos deuses" para impedir que os guardas soubessem de sua partida. Gautama inicialmente foi para Rajagaha e começou sua vida ascética pedindo esmolas na rua. Tendo sido reconhecido pelos homens do rei Bimbisara, Bimbisara ofereceu-lhe o trono após a audição da busca de Sidarta. Sidarta rejeitou a oferta, mas prometeu visitar o seu reino de Mágada primeiro, depois de alcançar a iluminação.
Ele deixou Rajagaha e praticou sob dois professores eremitas. Depois de dominar os ensinamentos de Alara Kalama (em sânscrito: Arada Kalama), ele foi convidado por Kalama para sucedê-lo. No entanto, Gautama se sentia insatisfeito com a prática e mudou-se para se tornar um estudante de Udaka Ramaputta (em sânscrito: Udraka Rāmaputra). Com ele, ele alcançou altos níveis de consciência meditativa e foi novamente convidado a suceder a seu professor. Mas, mais uma vez, ele não estava satisfeito e mudou-se novamente.
Sidarta e um grupo de cinco companheiros, liderados por Kaundinya, tomaram austeridades ainda maiores nas práticas yogues. Eles tentaram encontrar a iluminação através da privação de bens materiais, incluindo a alimentação, praticando a automortificação. Depois de quase passar fome até a morte, restringindo a sua ingestão de alimentos para cerca de uma folha por dia, ele caiu em um rio durante o banho e quase se afogou. Sidarta começou a reconsiderar seu caminho. Então, lembrou-se de um momento na infância em que tinha estado a observar seu pai a arar o campo. Ele atingiu um estado concentrado, focado, feliz e abençoado: o jhana.

### Iluminação
De acordo com os textos mais antigos, após ter alcançado o estado meditativo de jhana, Gautama estava no caminho certo para a iluminação. Mas o seu ascetismo extremo não funcionou e Gautama descobriu o que os Budistas chamaram de o Caminho do Meio, o caminho para a moderação, afastado dos extremismos da autoindulgência e da automortificação. Em um famoso incidente, depois ter ficado extremamente fraco devido à fome, é dito que ele aceitou leite e pudim de arroz de uma garota chamada Sujata. Tal era a aparência pálida de Sidarta, que Sujata teria acreditado, erroneamente, que ele seria um espírito que lhe realizaria um desejo.
Seguindo este incidente, Gautama sentou-se sob uma árvore (segundo a tradição budista, a árvore era uma Ficus religiosa), conhecida agora como a Árvore de Bodhi, em Bodh Gaya e jurou nunca mais se levantar enquanto não tivesse encontrado a verdade. Kaundinya e outros quatro companheiros, acreditando que ele tinha abandonado a sua busca e se tornado um indisciplinado, o deixaram para trás. Após 49 dias de meditação e com a idade de 35 anos, é dito que Gautama alcançou a iluminação espiritual. Segundo algumas tradições, isto ocorreu em aproximadamente quinze meses lunares, enquanto que, de acordo com outras tradições, o fato ocorreu em doze meses. Desde este tempo, Gautama ficou conhecido por seus seguidores como o Buda, termo derivado do páli buddha, que significa "desperto, iluminado, o que compreendeu, o que sabe". Ele é frequentemente referido dentro do budismo como o Shakyamuni Buda, ou "O Iluminado da tribo dos Shakya". Outro termo pelo qual Sidarta se tornou conhecido pelos seus contemporâneos foi Sugato, termo páli que, traduzido, significa "Feliz".
De acordo com o budismo, durante a sua iluminação, Sidarta compreendeu as causas do sofrimento e os caminhos necessários para eliminá-lo. Estas descobertas tornaram-se conhecidas como as Quatro Nobres Verdades, que são o coração dos ensinamentos budistas. Com a realização dessas verdades, um estado de suprema liberação, ou nirvana, é acreditado ser possível ao alcance de qualquer ser. O Buda descreve o nirvana como um estado perfeito de paz mental livre de toda ignorância, inveja, orgulho, ódio e outros estados aflitivos. Nirvana é também conhecido como o fim do ciclo samsárico, em que nenhuma identidade pessoal ou limites da mente permanecem.
De acordo com a história do Āyācana Sutta (Samyutta Nikaya VI.1) - uma escritura, escrita em páli - e outros canônes, imediatamente após a sua iluminação, o Buda debateu se deveria ou não ensinar o dharma aos outros. Ele estava preocupado que os humanos, tão fortemente influenciados pela ignorância, inveja e ódio, poderiam nunca reconhecer o caminho, que é profundo e difícil de ser compreendido. No entanto, segundo o mito, Brahmā Sahampati tê-lo-ia convencido a ensinar a doutrina, argumentando que pelo menos alguns iriam entendê-lo. O Buda, após isso, concordou em ensinar o darma.

### Pregação
Após ter criado sua doutrina, Sidarta percorreu o país pelos 45 anos seguintes, difundindo-a. Teve grande aceitação por uma grande parte da população, havendo episódios de professores de outras linhas, juntamente com todos os seus discípulos, converterem-se em alunos seus. Também houve inimigos que tentaram detê-lo, normalmente Brâmanes que viam sua religião e seu status social ameaçados pela nova doutrina. Sidarta enfrentou a oposição também de seu primo Devadatta, que, apesar de ter se tornado seu discípulo, posteriormente quis superar Sidarta e tomar-lhe o controle da sanga.

### Morte
Sidarta morreu aos oitenta anos de idade, na cidade de Kushinagar, no atual estado de Uttar Pradesh, na Índia. Seu corpo foi cremado por seus amigos, sob a orientação de Ananda, seu assistente pessoal. As suas cinzas foram repartidas entre vários governantes, para serem veneradas como relíquias sagradas.

## Achado arqueológico de 2013
Em 2013, foram achados restos de uma estrutura em madeira sob tijolos com um espaço aberto no centro, como se fosse um santuário, no templo Maya Devi (o lugar tradicionalmente tido como o lugar do nascimento de Buda), em Lumbini, no Nepal. Também foram achados indícios de raízes de árvores antigas no vazio central do templo. A estrutura foi datada como tendo sido fabricada no século VI a.C. O achado foi considerado a primeira evidência arqueológica ligando a vida de Buda a um século específico.